# Adam Price (homme politique)
Pour les articles homonymes, voir Adam Price et Price.
Adam Robert Price, né le 23 septembre 1968 à Carmarthen, au pays de Galles (Royaume-Uni), est un homme politique britannique.
Nationaliste, il est élu membre des Communes en 2001, chargé de représenter la circonscription de Carmarthen East and Dinefwr pour Plaid Cymru. Réélu en 2005, il renonce à se représenter au scrutin de 2010. En 2016, il reprend sa carrière politique en intégrant l’Assemblée galloise, désigné à Carmarthen East and Dinefwr. Deux ans plus tard, il succède à Leanne Wood en tant que chef de Plaid. Après avoir conclu en 2021 un accord de coopération avec la majorité travailliste au Senedd, il renonce à la direction de son parti en 2023.

## Biographie

### Carrière politique

#### Chef de Plaid Cymru (2018-2023)
Adam Price annonce sa volonté de démissionner de sa position de chef de Plaid Cymru lors du comité national exécutif du 10 mai 2023. Au moment où sa renonciation devient effective, au 17 mai, il est remplacé de façon intérimaire par Llyr Gruffydd le temps qu’une élection se tienne d’ici l’été 2023 (en),,,.

## Détails des mandats et fonctions

### Mandats électifs
- Membre du Parlement, élu dans la circonscription de Carmarthen East and Dinefwr (du 9 juin 2001 au 12 avril 2010).
- Membre de l’Assemblée puis du Senedd, élu dans la circonscription de Carmarthen East and Dinefwr (en fonction depuis le 6 mai 2016), siégeant dans le groupe de Plaid Cymru.

### Fonctions législatives
- Commissaire du Senedd (en fonction depuis le 4 juillet 2023).
- Commissaire de l’Assemblée (du 21 septembre 2016 au 21 novembre 2018).

### Fonction politique
- Chef de Plaid Cymru (du 28 septembre 2018 au 17 mai 2023).

## Publications
- Adam Price et Ieuan Wyn Jones, Why vote Plaid Cymru, London, Biteback, 2010, 116 p. (ISBN 9781849540360).
- Kevin Morgan et Adam Price, The Collective Entrepreneur: Social Enterprise and the Smart State, Community Housing Cymru et Charity Bank, 2011, 42 p. (lire en ligne [PDF]).
- Adam Price, Wales: The First and Final Colony, Y Lolfa, 2018, 2016 p. (ISBN 9781784615925).